# Мінла сіроголова

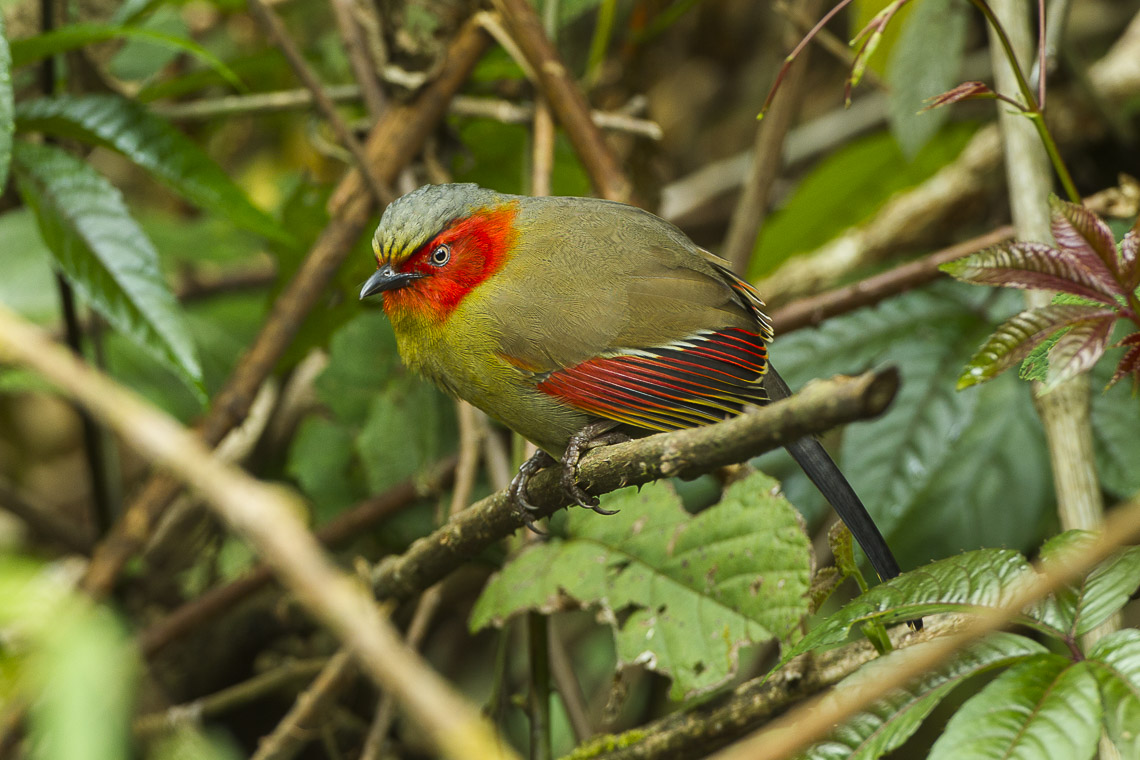
Сіроголова мінла

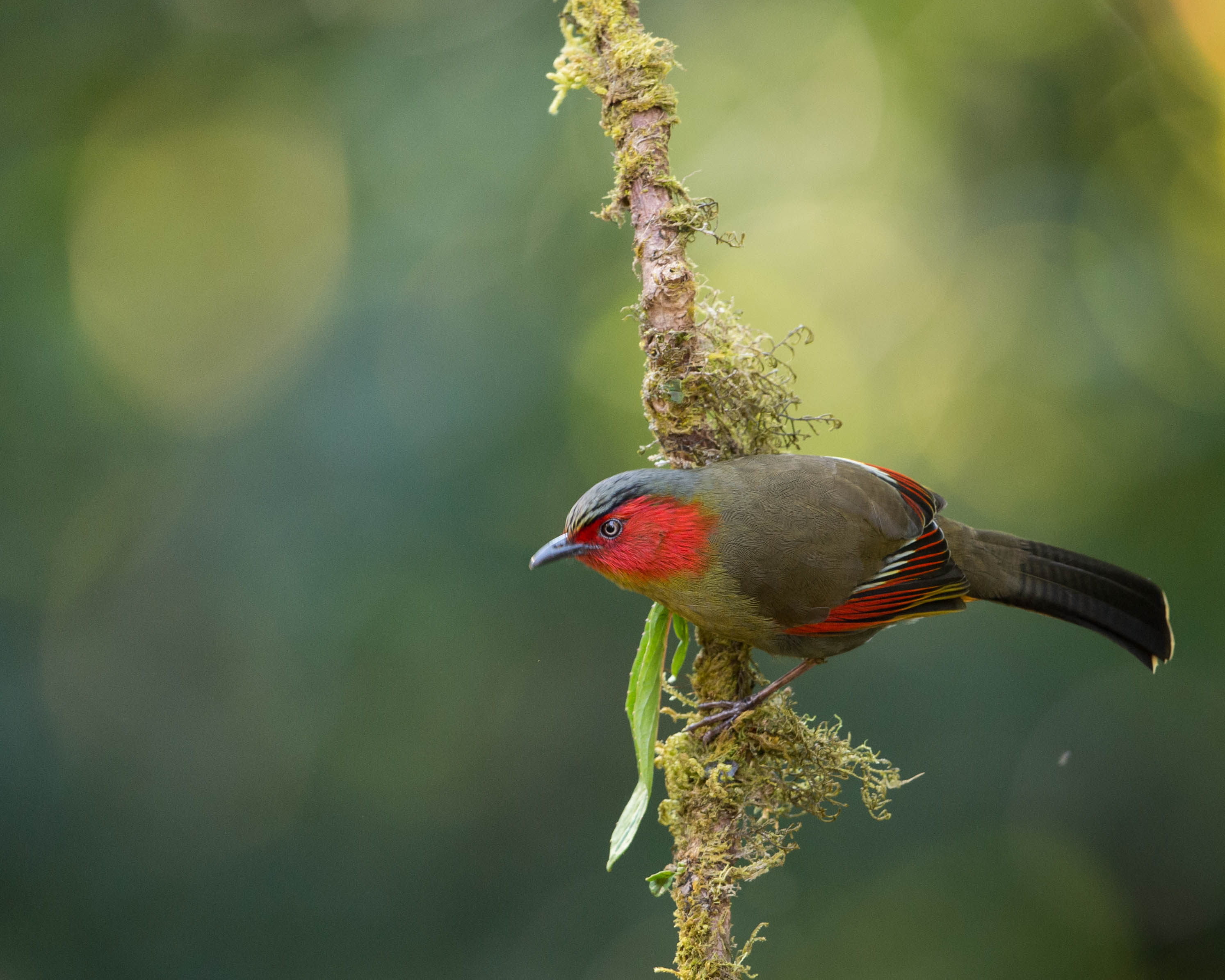
Сіроголова мінла

Мі́нла сіроголова (Liocichla ripponi) — вид горобцеподібних птахів родини Leiothrichidae. Мешкає в Південно-Східній Азії. Раніше вважався конспецифічним з карміновокрилою мінлою.

## Підвиди
Виділяють два підвиди:
- L. r. ripponi (Oates, 1900) — східна М'янма, північно-західний Таїланд, південний Китай;
- L. r. wellsi (La Touche, 1921) — південно-східний Юньнань і північний Індокитай.

## Поширення і екологія
Сіроголові мінли мешкають в М'янмі, Таїланді, Лаосі, В'єтнамі і Китаї. Вони живуть в сухих і вологих тропічних лісах і рідколіссях, чагарникових і бамбукових заростях, поблизу озер і боліт. Зустрічаються на висоті від 1400 до 2200 м над рівнем моря. Живляться комахами, плодами, ягодами і насінням. Сезон розмноження триває з квітня по червень. гніздо чашоподібне, розміщується в чагарникових або бамбукових заростях на висоті 0,6–1,5 м над землею. В кладці 3 блакитних яйця. поцяткованих темно-червоними плямами.